# Kofferdi
Kofferdi, substantiv från nederländskans koopvaardij eller lågtyskans kopfardie. Ordet förekommer mest som förled i sammansättningar och är en äldre beteckning på handelssjöfart, skeppsfart för handelns skull. I sammansättningar är det en beteckning för att något eller någon hör till handelsflottan, till exempel kofferdifartyg, kofferdiflagg och kofferdikapten.

## Varianter därkofferdianvändes som prefix
Ordet förekommer bland annat i följande sammansättningar:
- kofferdifartyg, icke statligt ägt handelsfartyg
- kofferdiflagg
- kofferdikapten, sjökapten på ett kofferdifartyg
- kofferdist, användes alternativt om ett kofferdifartyg eller en sjöman på ett sådant fartyg.
- kofferdibåtsman / kofferdikarl, båtsman som enligt svenskt kungligt brev den 22 januari 1685 antogs som soldater i handelsflottan. Till skillnad från reguljära båtsmän, som vistades i land (på sitt båtsmanstorp) när de inte var i militär tjänst, var dessa båtsmän sjömän i handelsflottan under icke militär tjänstetid. De avlönades med 6 daler silvermynt (smt) och fri kost under sjöresor under sommaren och 4 daler smt under vintern. Totalt fanns 500 kofferdibåtsmän jämnt fördelade på 10 kompanier. Chefen vid ett sådant kompani kallades högbåtsman. Med Kunglig Majestäts befallningshavandes (landshövdingens) tillstånd kunde dessa soldater få bygga sig ett hem på Ölands oindelta kronoparker. Systemet ändrades radikalt 1824 då alla överfördes till matroser eller jungmän.